# HC Ytong Brno
HC Ytong Brno (celým názvem: Hockey Club Ytong Brno) byl český klub ledního hokeje, který sídlil v Brně v Jihomoravském kraji.
Založen byl v roce 1972 pod názvem DPM Brno. Svůj poslední název nesl od roku 2004. V roce 1996 klub odkoupil licenci na 2. ligu od HC Strakonice. V roce 2000 potom odkoupil práva na 1. ligu od klubu HC Junior Mělník. V roce 2002 byl klub přejmenován na HC Hvězda Brno. O rok později (2003) klub neuspěl v prolínací soutěži a sestoupil do 2. ligy. V dalším roce (2004) klub prodal i druholigovou licenci a to do SHK Hodonín. V roce 2006 byl klub z iniciativy Libora Zábranského sloučen s Kometou Brno.
Své domácí zápasy odehrával v hale Rondo s kapacitou 7 200 diváků. Hokejový klub dokázal vychovat řadu talentů, jedním z nich byl Martin Havlát, reprezentant a dlouholetý hráč NHL.

## Historické názvy
Zdroj:
- 1972 – DPM Brno
- 1990 – HCJ DDM Brno
- 1995 – HC Ytong Brno (Hockey Club Ytong Brno)
- 2003 – HC Hvězda Brno (Hockey Club Hvězda Brno)
- 2004 – HC Ytong Brno (Hockey Club Ytong Brno)
- 2006 – fúze s HC Kometa Brno ⇒ zánik[2]

## Přehled ligové účasti
Stručný přehled
Zdroj:
- 1995–1996: Jihomoravský krajský přebor (4. ligová úroveň v České republice)
- 1996–1997: 2. liga – sk. Východ (3. ligová úroveň v České republice)
- 1997–1998: Jihomoravský krajský přebor (4. ligová úroveň v České republice)
- 1998–2000: 2. liga – sk. Východ (3. ligová úroveň v České republice)
- 2000–2003: 1. liga (2. ligová úroveň v České republice)
- 2003–2004: 2. liga – sk. Východ (3. ligová úroveň v České republice)

Jednotlivé ročníky
Zdroj: 
Legenda: ZČ – základní část, červené podbarvení – sestup, zelené podbarvení – postup, fialové podbarvení – reorganizace, změna skupiny či soutěže
| Česko (1995 – 2004) |                             |           |           |                                       |                                    |
| Sezóny              | Soutěž                      | Úroveň    | ZČ        | Play-off, nadstavba, sk. o udržení... | Poznámky                           |
| 1995/96             | Jihomoravský krajský přebor | 4. úroveň | ?. místo  |                                       | Koupě licence od Strakonic         |
| 1996/97             | 2. liga – sk. Východ        | 3. úroveň | 10. místo |                                       | Prodej licence do brněnského Ronda |
| 1997/98             | Jihomoravský krajský přebor | 4. úroveň | ?. místo  |                                       | Koupě licence od Nedvědice         |
| 1998/99             | 2. liga – sk. Východ        | 3. úroveň | 2. místo  | Semifinále                            |                                    |
| 1999/00             | 2. liga – sk. Východ        | 3. úroveň | 1. místo  | Baráž o 1. ligu (3. místo, nepostup)  | Koupě licence od Mělníka           |
| 2000/01             | 1. liga                     | 2. úroveň | 13. místo | Baráž o 1. ligu (1. místo)            |                                    |
| 2001/02             | 1. liga                     | 2. úroveň | 11. místo | Skupina o udržení (1. místo)          |                                    |
| 2002/03             | 1. liga                     | 2. úroveň | 14. místo | Baráž o 1. ligu (5. místo)            | Sestup                             |
| 2003/04             | 2. liga – sk. Východ        | 3. úroveň | 5. místo  | Semifinále                            | Prodej licence do Hodonína         |